# سر تشقا سفلي (سميرم)
سر تشقا سفلي هي قرية في مقاطعة سميرم، إيران. عدد سكان هذه القرية هو 147 في سنة 2006.